# Automatic Identification System
Automatic Identification System (forkortes AIS) er et maritimt radiosystem til automatisk identifikation af skibe og andre enheder i forbindelse med søfart. Systemet fungerer ved at fartøjer, som er udstyret med en AIS-radiotransponder med mellemrum udsender en digital radiobesked på et reserveret VHF-bånd. Beskeden indeholder blandt andet informationer om skibets navn, geografisk position, kurs, fart, dybgang m.v og kan modtages af andre AIS-radiotranspondere, som er indenfor rækkevidde. Modtagerens udstyr kan derefter præsentere informationerne om skibet på et display eller på et elektronisk søkort. Det er også muligt at sende tekstbeskeder via systemet, herunder f.eks. vejrmeldinger og navigationsadvarsler.
Udover at systemet kan bruges til navigation, kan man via land- og satellitbaserede AIS-transpondere, såkaldte base stations, modtage de kontinuerligt udsendte beskeder fra skibstrafikken, og derved få et detaljeret overblik over trafiksituationen. Dette åbner nye muligheder for at overvåge skibstrafikken og f.eks. foretage vurderinger af om farvandsafmærkningen er tilstrækkelig. I forbindelse med opklaring af søulykker og miljøulykker, kan de data som er indsamlet af systemet, være afgørende bevismateriale.